# リンカーン記念堂

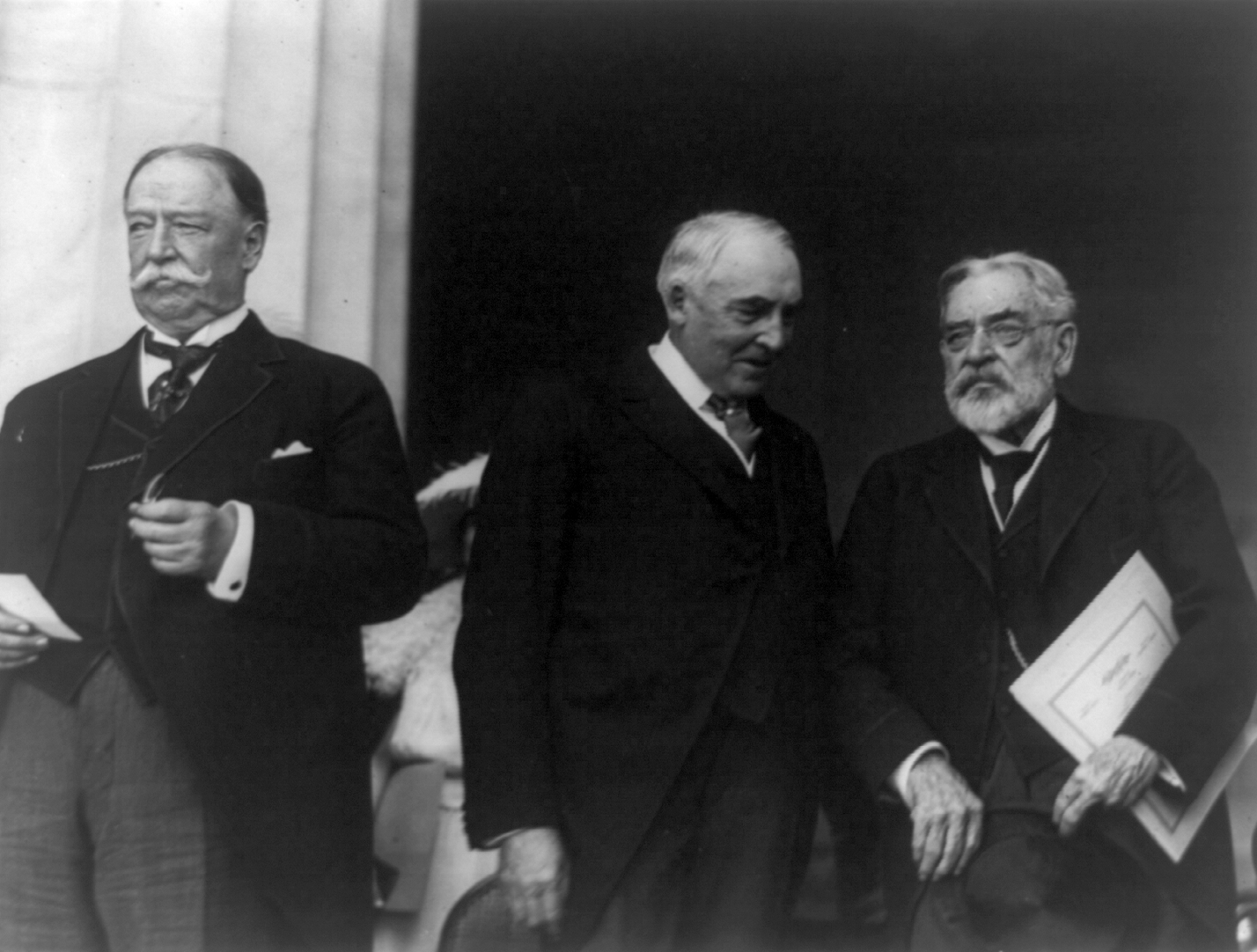
リンカーン記念堂の除幕式（1922年5月30日）に出席する（左から）ウィリアム・ハワード・タフト（元大統領）、ウォレン・G・ハーディング（大統領）、ロバート・トッド・リンカーン（遺族代表）

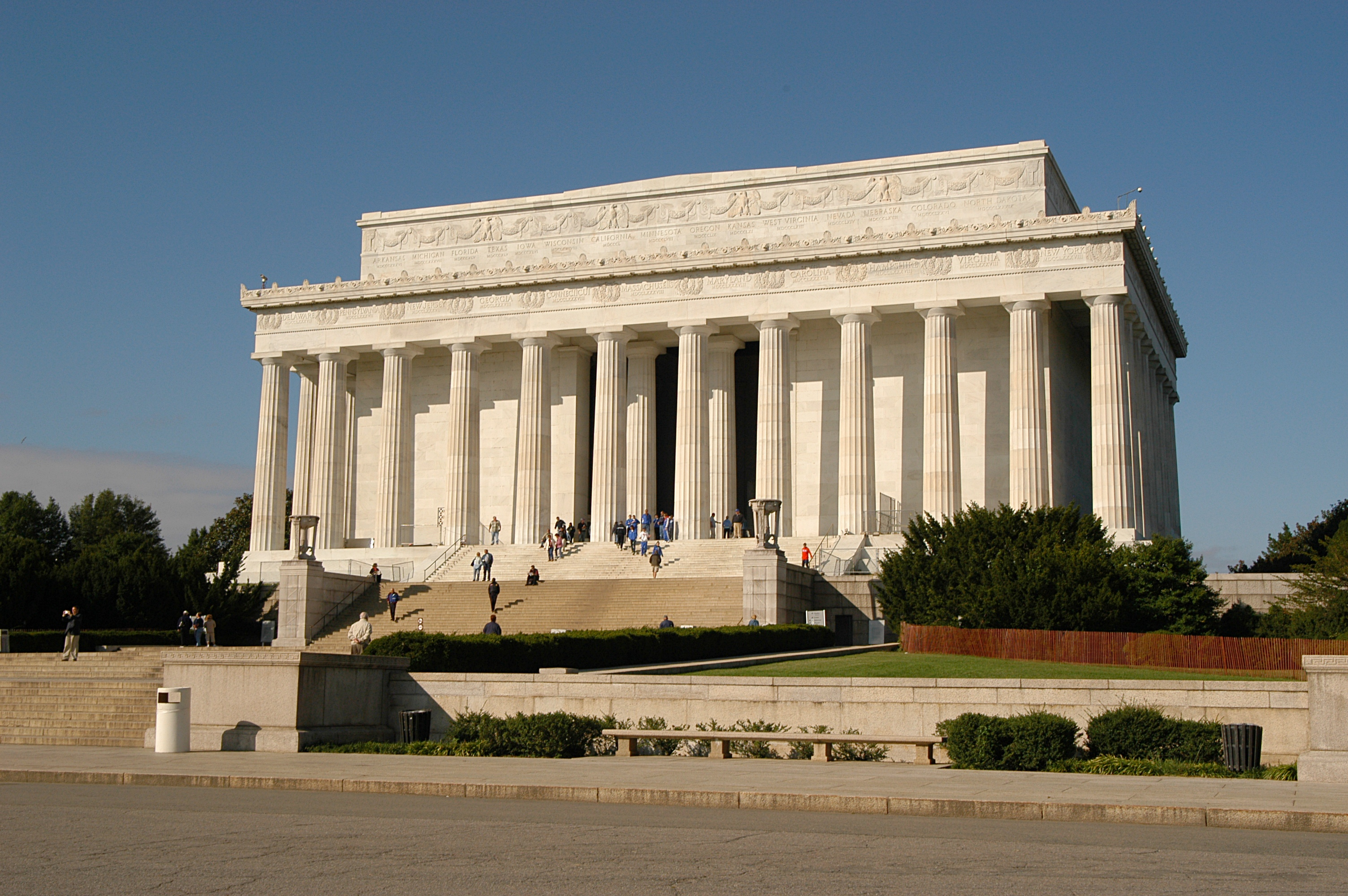
リンカーン記念堂7。ナショナル・モール西端、ワシントンD.C.。1915年着工、1922年建立

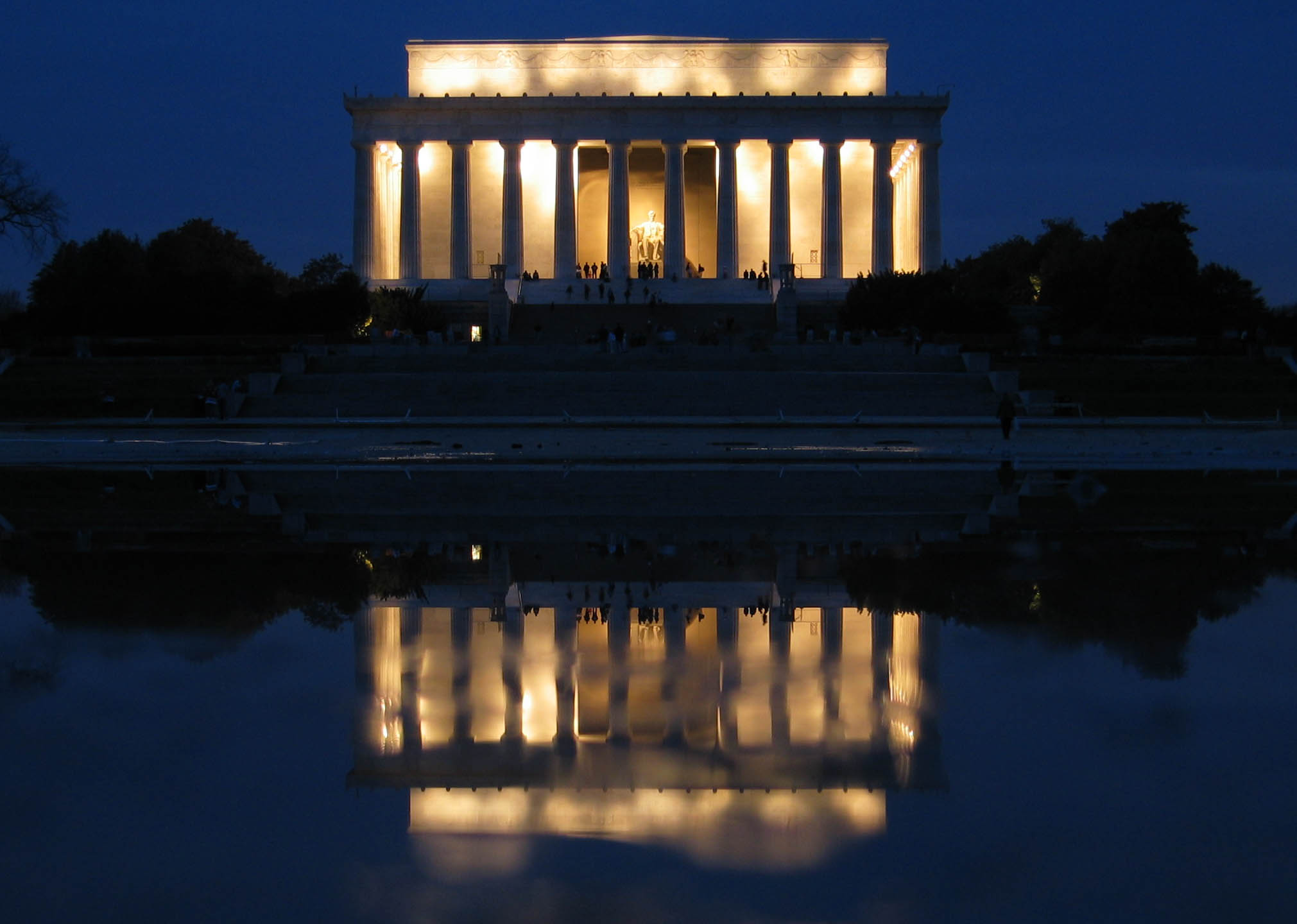
記念堂夜景。リフレクティング・プールに記念堂が反射する。

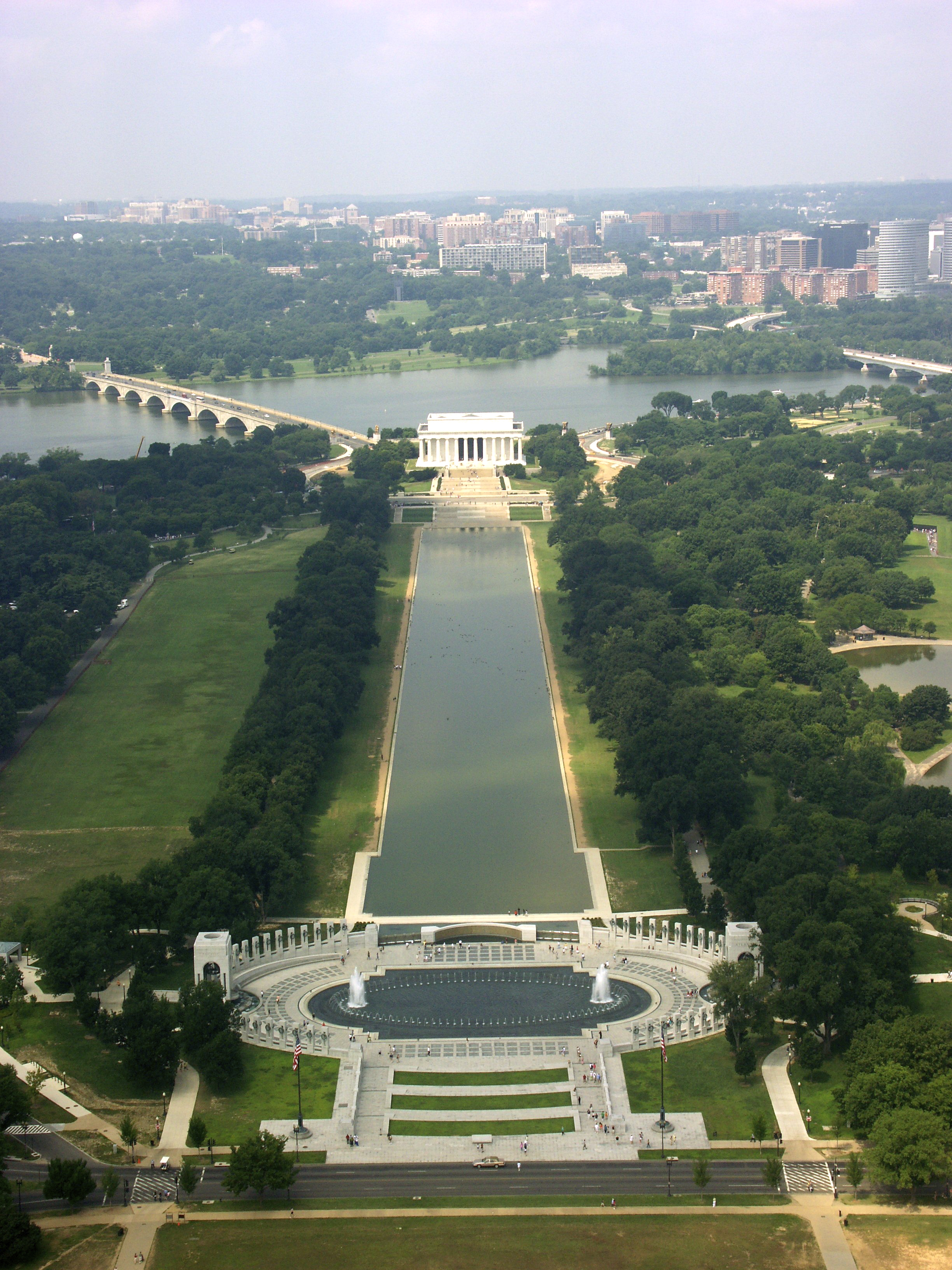
ワシントン記念塔からリフレクティング・プールと記念堂を臨む。

リンカーン記念堂（リンカーンきねんどう、英語：Lincoln Memorial）は、アメリカ合衆国首都ワシントンD.C.のナショナル・モール西端に位置し、アメリカ合衆国第16代大統領エイブラハム・リンカーンを記念して建立された、大統領記念建造物の一つである。リンカーン記念館と呼ばれることもある。

## 概要
建物はギリシャのドーリア式で作られており、内部にはリンカーン大統領の坐像が設置されている。記念堂は様々な演説の舞台に使用されており、特に1963年8月28日に行われた、ワシントン大行進でのマーティン・ルーサー・キングによる「I Have A Dream」の演説は有名である。
近隣に建てられているベトナム戦争戦没者慰霊碑、朝鮮戦争戦没者慰霊碑、第二次世界大戦記念碑のような建造物と同じく、国立公園局直轄のナショナル・モール＆国定記念公園団体によって管理されている。また、国定記念物である同記念堂は1966年10月15日に国家歴史登録財に登録された。記念堂は12月25日のクリスマスを除き、午前8時から夜0時まで一般開放している。

## デザイン
リンカーン大統領の記念碑を建設するため1867年3月に、アメリカ合衆国議会によって「リンカーン記念碑協会」が設立されたのが始まりである。当時沼沢地であった場所に記念となる建造物を建設することが決定する1901年まで、ほとんど計画の進歩は見られなかった。さらに議会は1911年2月9日に公式に記念堂建設を公認したが、1915年のリンカーンの誕生日である2月12日まで石材が置かれることは無かった。
1922年5月30日に合衆国第29代大統領であるウオレン・G・ハーディングによって公式に除幕式が行われ、リンカーンの子供のうち当時唯一生存していたロバート・トッド・リンカーンらが出席した。デザインは当時アメリカン・ボザールを代表する建築家、ヘンリー・ベーコンによって考案されたもの。彼は1923年に同記念堂で米国建築家協会において最も誉れ高い金メダル賞を獲得している。石材はコロラド州マーブル市の採掘場から運ばれたインディアナ石灰岩とコロラドユール大理石から成るものであり、内部の坐像そのものはジョージア大理石でできている。元来公共建造物・公立公園局の管理下にあったが、1933年8月10日より国立公園局の管轄へと移行した。
ワシントンD.C.内に多くあるような幾分凱旋式でロマネスク建築の記念建造物とは違い、記念堂は厳格なギリシャドーリス様式の神殿の形を貫いている。その「周柱式」の建造物は、およそ10メートル（33フィート）の36本の柱から成り、リンカーン像を収容するケラ（神殿内部）とそれをポルティコ（柱廊）で建物全体を囲むよう構成されている。柱の円周は、大人5人が手を伸ばして抱えても届かないくらいの大きさである。36本の柱はリンカーン大統領が亡くなった時点でのアメリカ合衆国加盟州の数を表しており、州の名前が各円柱のエンタブラチュア（円柱上方部分）に彫られている。
記念堂が完成した時点で合衆国に加盟していた48の州は屋根裏屋外の壁に彫られ、その後アラスカ州とハワイ州が加盟したことを受けて記念の金属板が作られた。

## 内観

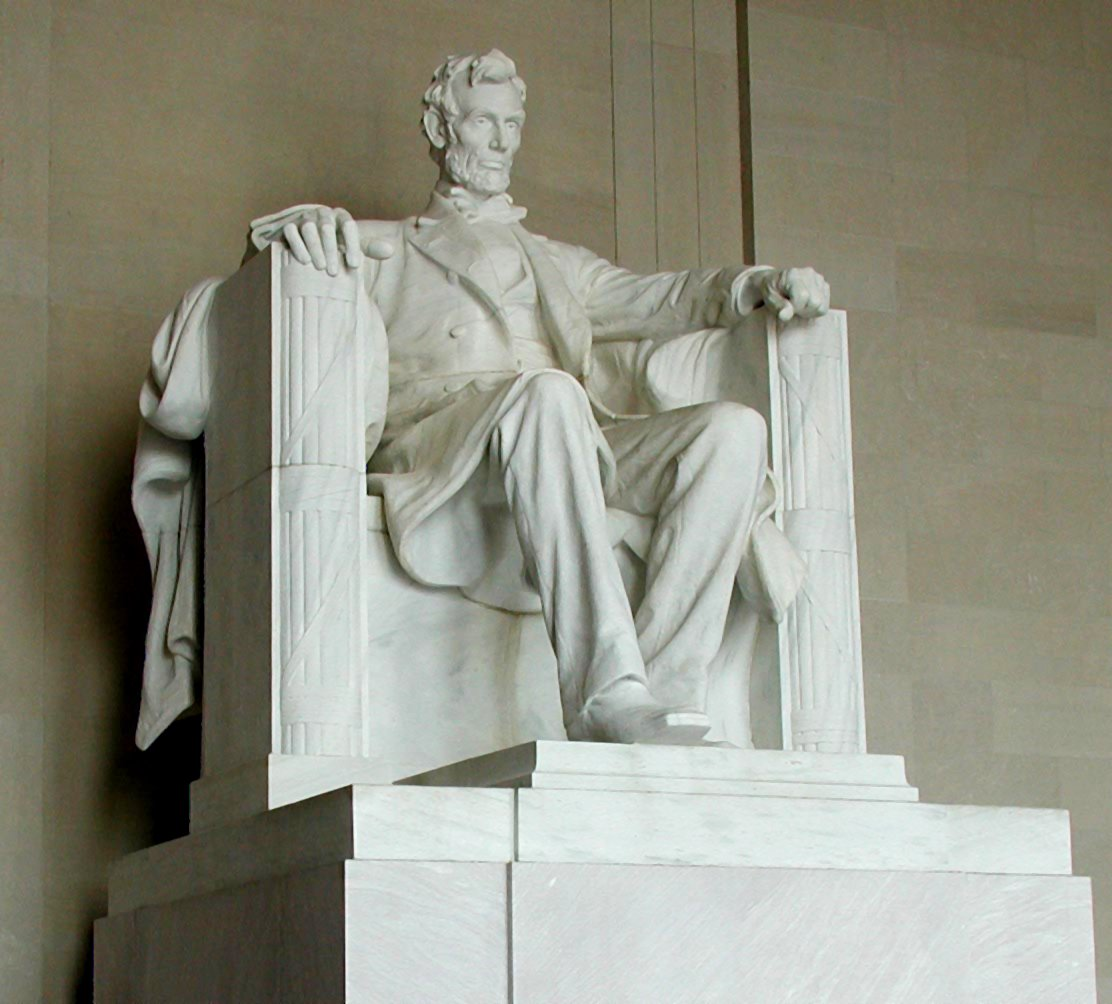
記念堂内部、ダニエル・チェスター・フレンチのデザインによるリンカーン大統領像。

記念堂の中心となるのは、彫刻家ダニエル・チェスター・フレンチの手によって作り上げられたリンカーンの坐像である。彼は南北戦争時に活躍した写真家、マシュー・ブレイディが撮影したリンカーンの写真を研究し、哀愁を帯びどこか物哀しげで、ワシントン記念塔前に広がるリフレクティング・プールを東方向にじっと見下げている大統領の姿を描写した。リンカーン像の頭部後ろには、南北戦争の軍人ロバート・E・リーの顔の輪郭がぼんやり描き出されていると噂される（よく見るとそのような物は無いとされる）。
またリンカーン像の左手は握られており、右手は開いている。これは、作者のフレンチには耳に障害を抱えていた娘がおり、アメリカ手話で大統領のイニシャルを表す「A」（左手）と「L」（右手）の文字を表したのではないかと言われている。彼の手の下方には、ローマ王国の執政官の権威の象徴である、束桿が椅子両端にレリーフとして彫られている。
彫像の縦と横の幅はどちらもおよそ5.8メートル（19フィート）であり、フレンチが描写したデザインは28個のジョージア大理石の石塊を使用し、ニューヨークの彫刻家ピシリーリ兄弟によって彫刻された。
中心の記念堂内部両側面には2つのリンカーン大統領による宣言が彫られている。一つは南側の内壁面に刻まれているゲティスバーグ演説の内容であり、反対側の北側の内壁面には、第二期大統領就任演説の内容が彫られている。この第二期大統領就任演説の銘刻の第一段目に彫られた内容には、「future」と彫られるべきところを誤って「euture」と読んでしまうような間違いがあるのがわかる。
演説が彫られた文字の上には、アメリカ人壁画家ジュール・ゲランによって描かれた一連の壁画が並んでおり、天使や奴隷解放を表す絵（南側、ゲティスバーグ演説銘刻の上部）、アメリカ北部と南部の調和を表現した絵（北側、第二期大統領就任演説の上部）等が描かれている。

## 出来事
1939年に歌手のマリアン・アンダーソンが、自身の肌の色を理由にD.C.にあるDARコンスティテューション・ホールでのコンサートを拒否される事件が起きた。エレノア・ルーズベルトは急遽マリアンのコンサートをリンカーン記念堂の階段から行うことが出来るよう手配し、アメリカ全土から実に7万人もの人が押し寄せる大成功のコンサートとなった。
1963年8月28日、記念堂の敷地一帯で、アメリカで最も大規模な政治集会の一つとして知られ、アメリカ公民権の獲得を訴えるワシントン大行進が行われた。この時、マーティン・ルーサー・キングによる「I Have a Dream」の演説を含む、数多くの演説が記念堂の前で行われた。またおよそ25万人もの人が演説を一目見ようと押し寄せたと見積もられており、群集は現在の第二次世界大戦記念碑が建てられている場所の入り口まで広がっていた。
また記念堂前にある階段に印がついているタイルがあり、そこはマーティン・ルーサー・キングが演説の際立っていた場所である事を示している。またこれに対する反対デモの演説も行われた。当時アメリカ・ナチ党のリーダーであったジョージ・リンカーン・ロックウェルは、小規模ではあるもののこれに抗議する約100人の主張者を先導し、アフリカ系アメリカ黒人に公民権を与えるのは白人から公民権を剥奪する暴力行為に繋がると主張した。
また2001年にはブッシュ大統領の就任式典の一環として、「ロケッツ」と呼ばれる一団が記念堂前方の階段を下りながら足を上げて踊るといった催し物も過去に行われている。

## 貨幣デザインとしての記念堂

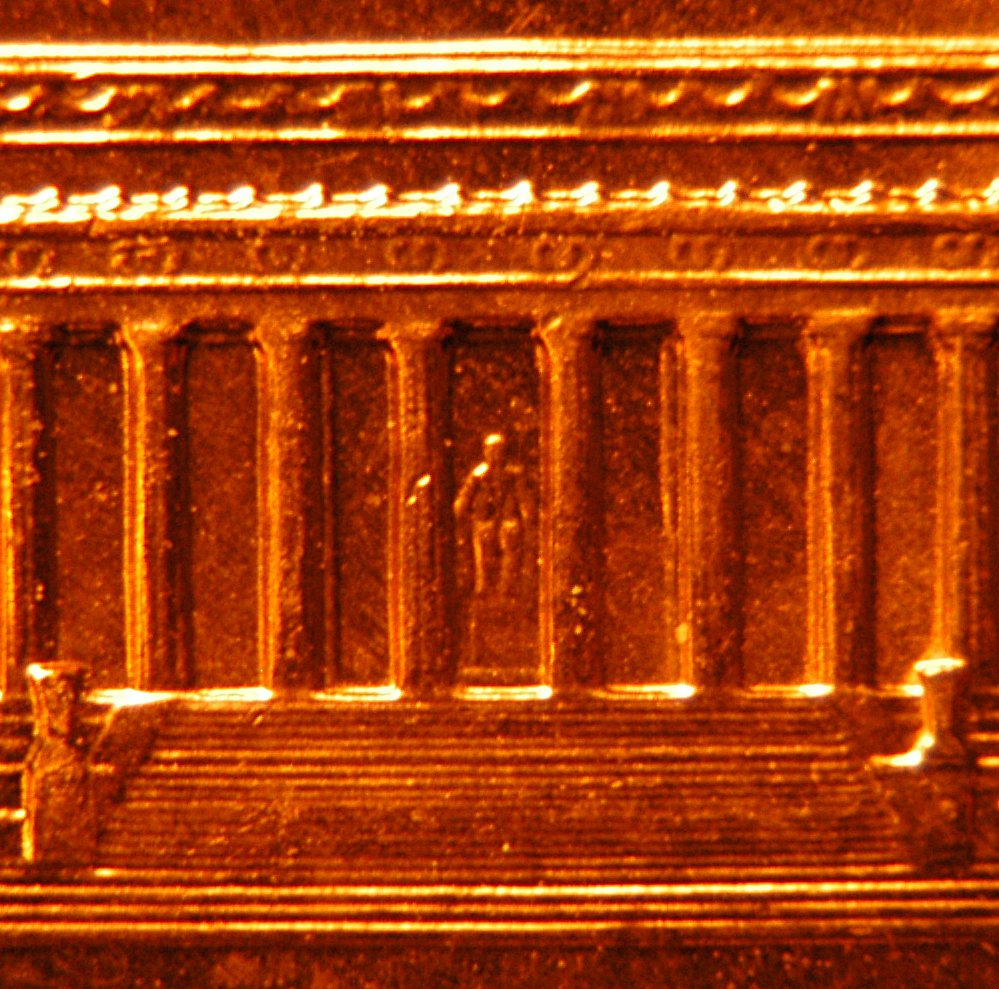
1セント硬貨(1959-2008)。中心にリンカーン像が見える。

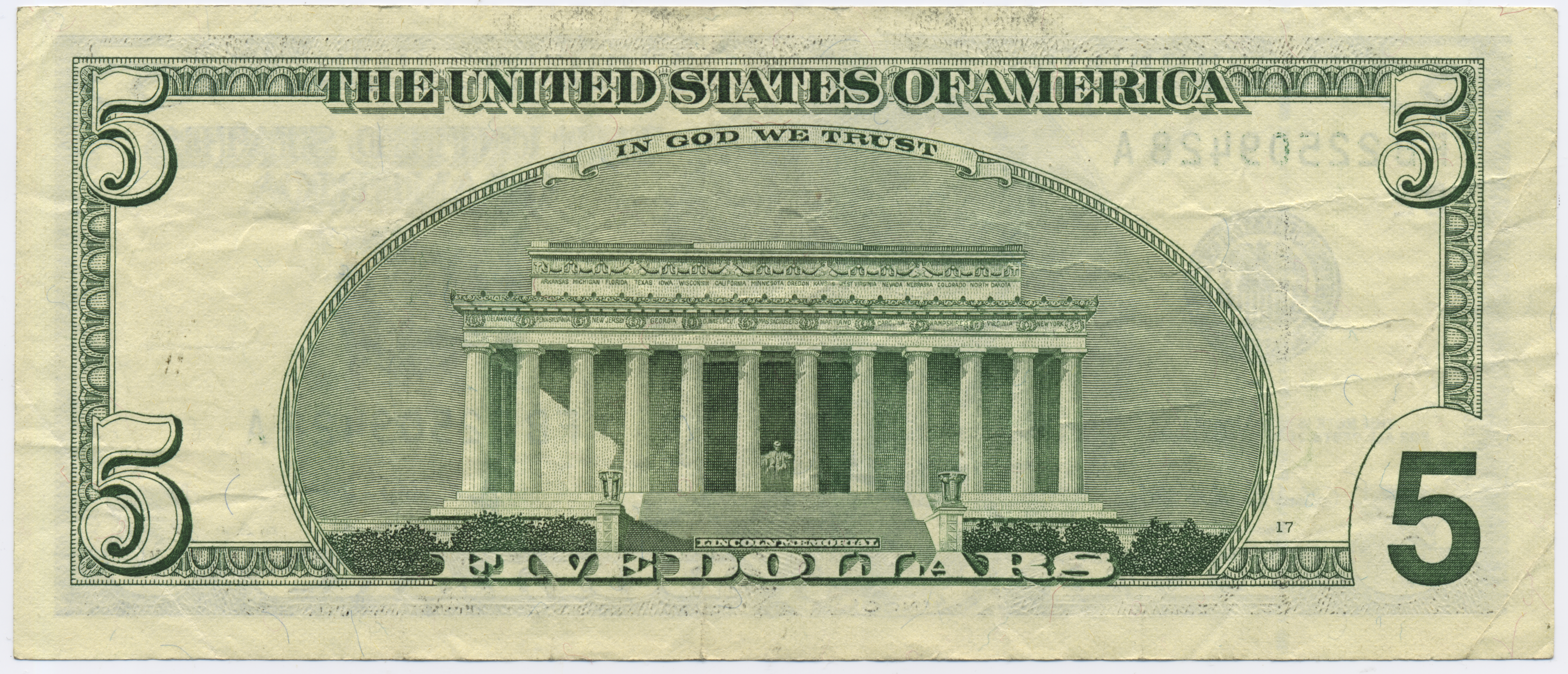
5ドル紙幣の記念堂（裏面）

リンカーン記念堂は1959年から2008年までアメリカ合衆国1セント硬貨の裏側にも刻印された。学者スティーブ・クルックスは自身の論文である「Theory and Practise of Numismatic Design（貨幣デザインの理論と慣例）」において、硬貨に描かれたリンカーン記念堂は非常に細密に描かれており、内部のリンカーン像も描かれていることから、リンカーン大統領はアメリカの硬貨史上唯一表面と裏面の両面に描かれた大統領である、と述べている。
またリンカーン記念堂はアメリカ5ドル紙幣の裏面にも印刷されており、そのおもて面にはリンカーン大統領の肖像画が印刷されている。

## ワシントンD.C.にある他のリンカーン記念碑

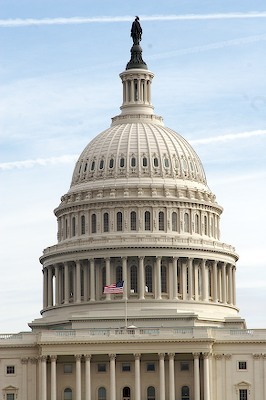
議会議事堂。内部が円形大広間(ロタンダ)になっている。

首都には他に、リンカーン記念堂が建設される前に建てられた3つのリンカーンの記念建造物が存在する。
Dストリートにある、それまで最初の市役所が建てられていた場所の前面には、アメリカ合衆国で最初に建てられたリンカーン大統領の像が立っている。これはリンカーンの死後3年忌にあたる1868年4月15日に公に公開されたもので、リンカーン大統領の後任にあたる、第17代大統領アンドリュー・ジョンソンによって除幕式が催された。像はリンカーン大統領をよく知る人物で、ワシントンD.C.の住民の一人であったロット・フラナリーによって出資されたものであり、大統領が暗殺されたフォード劇場への贈呈品であった。また像はリンカーンを追悼するだけのものではなく、彼がそれまで奴隷を所有していたワシントンD.C.の忠臣に奴隷を解放する代わりに、100万ドルまでの対価の支払いを公認したという事実を、人々に想起させる目的で建てられたものでもある。この大統領の新しい構想は、それまでワシントンD.C.の一市民として行っていた、アメリカ合衆国への忠誠の依存と共に奴隷制度の終焉に向けた運動の釣り合いを取るために、必要不可欠であったことを反映している。像は1919年に一度撤去されているが、1923年頃(と思われている)に再び元の位置に戻された。
1871年1月25日、アメリカ合衆国議会議事堂のロタンダ内にあるユリシーズ・S・グラント大統領像の前方に、リンカーン大統領像が奉納された。当時まだ10代であったアメリカの彫刻家、ビニー・リームはリンカーン大統領が逝去するちょうど前の5ヶ月間のあいだに、大統領の下絵を描き始めていた。その後彼女は議会からロタンダ内の像を建造するための委任を受けた最初の女性となった。正確には同像の服装は、大統領が暗殺された夜に着ていた衣服を彼女が模倣した物である。
議会議事堂のリンカーン公園にある「解放記念碑」は、逃亡奴隷法下で最後の逮捕者である男性が跪く様子を描写した物であり、リンカーン大統領が奴隷解放宣言を読み上げている際に奴隷用の鎖を切っている様子が描かれている。これはそれまで奴隷として扱われ解放された黒人の市民からの資金提供によって建立された物である。始まりとなったのは当時バージニア州に住んでいた女性のシャーロット・スコットからで、彼女が解放されたアメリカ人として最初に得た5ドルを寄付したことが切っ掛けとなった。

## その他のリンカーン記念碑
他には、イギリス、ロンドンのウェストミンスター宮殿北西にあるロンドン国会議事堂広場にリンカーンの記念像が建っている。これは、アメリカの彫刻家オーガスタス・セント・ガーデンズによって、シカゴにあるリンカーン広場に献納された大統領像のレプリカである。